# 해리 이든
해리 이든(Harry Eden, 1990년 3월 1일 ~ )은 잉글랜드의 배우이다.

## 출연 작품
- 올리버 트위스트